# Hayato Michiue
Hayato Michiue (道上 隼人 Michiue Hayato?), född 17 juni 1991 i Osaka prefektur, är en japansk fotbollsspelare.
Michiue började sin karriär 2014 i Matsumoto Yamaga FC. 2015 flyttade han till Azul Claro Numazu. Efter Azul Claro Numazu spelade han för Veertien Mie.